# Étang Pinaud (ruisseau)
Pour les articles homonymes, voir Étang Pinaud.
L'Étang Pinaud, ou ruisseau de l'Étang Pinaud, est un ruisseau français du département de la Creuse, en région Nouvelle-Aquitaine, affluent de la Voueize et sous-affluent de la Loire par le Cher et la Tardes.

## Géographie

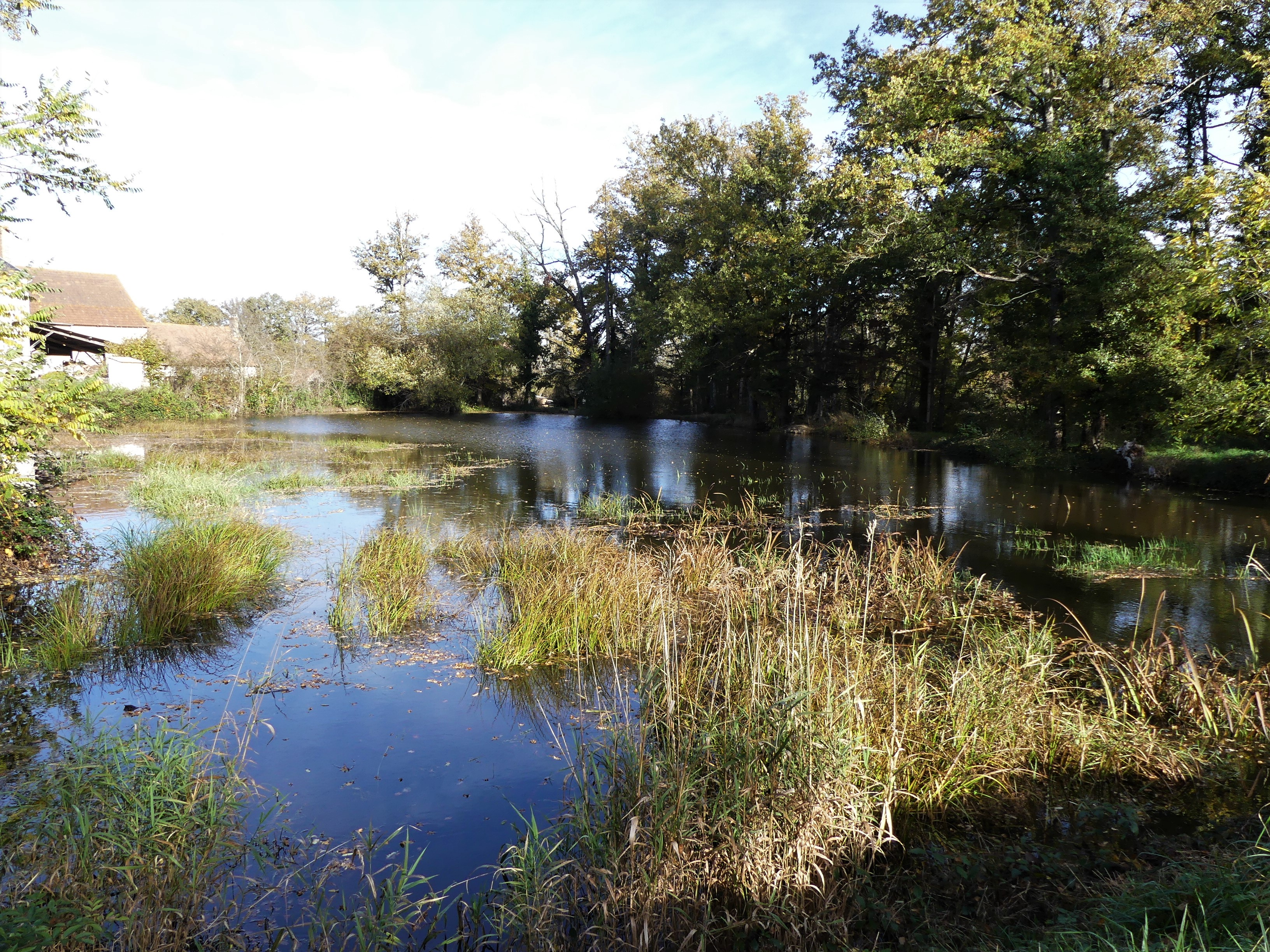
L'étang du moulin de Pinaud alimenté par le ruisseau de l'Étang Pinaud.

L'Étang Pinaud prend sa source dans le département de la Creuse à 516 mètres d'altitude, sur la commune d'Issoudun-Létrieix, trois kilomètres au sud du centre-bourg de Chénérailles, à l'étang de Brutebœuf.
Il prend la direction de l'est, passe sous la route départementale (RD) 990, oblique vers le nord-est et alimente l'étang de Paqueraux puis l'étang de la Combe. Il est franchi par la RD 4, prend le nom de ruisseau de Rebeyrette (pour le Géoportail), se dirige vers le nord-ouest et forme une retenue importante d'environ 35 hectares à l'étang de Pinaud. Au sortir de cet étang, il passe sous la RD 55, prend la direction du nord, contournant le petit bourg de Pierrefitte par l'est et reçoit son principal affluent en rive gauche, le ruisseau de la Gâne.
Il se jette dans la Voueize en rive gauche, moins d’un kilomètre au nord-nord-ouest du bourg de Pierrefitte.
S'écoulant globalement du sud-ouest vers le nord-est, l'Étang Pinaud est long de 12,86 km. Avec un dénivelé de 128 mètres, sa pente moyenne s'établit à 9,95 mètres par kilomètre.

### Communes et département traversés
L'Étang Pinaud arrose quatre communes de l'arrondissement d'Aubusson dans le département de la Creuse, soit d'amont vers l'aval : Issoudun-Létrieix (source), Saint-Chabrais, Saint-Julien-le-Châtel et Pierrefitte (confluence avec la Voueize).

### Bassin versant
Son bassin versant est constitué d'une zone hydrographique : « La Voueize de sa source à la Goze (non comprise) », au sein du bassin DCE beaucoup plus étendu « La Loire, les cours d'eau côtiers vendéens et bretons ». Outre les quatre communes arrosées par l'Étang Pinaud, le bassin versant en concerne trois autres : 
- Chénérailles où le ruisseau de la Gâne prend sa source[2],
- Peyrat-la-Nonière où le ruisseau K5148000 prend sa source[3],
- Saint-Pardoux-les-Cards où le ruisseau de Rebeyrette prend sa source[4].

### Affluents et nombre de Strahler

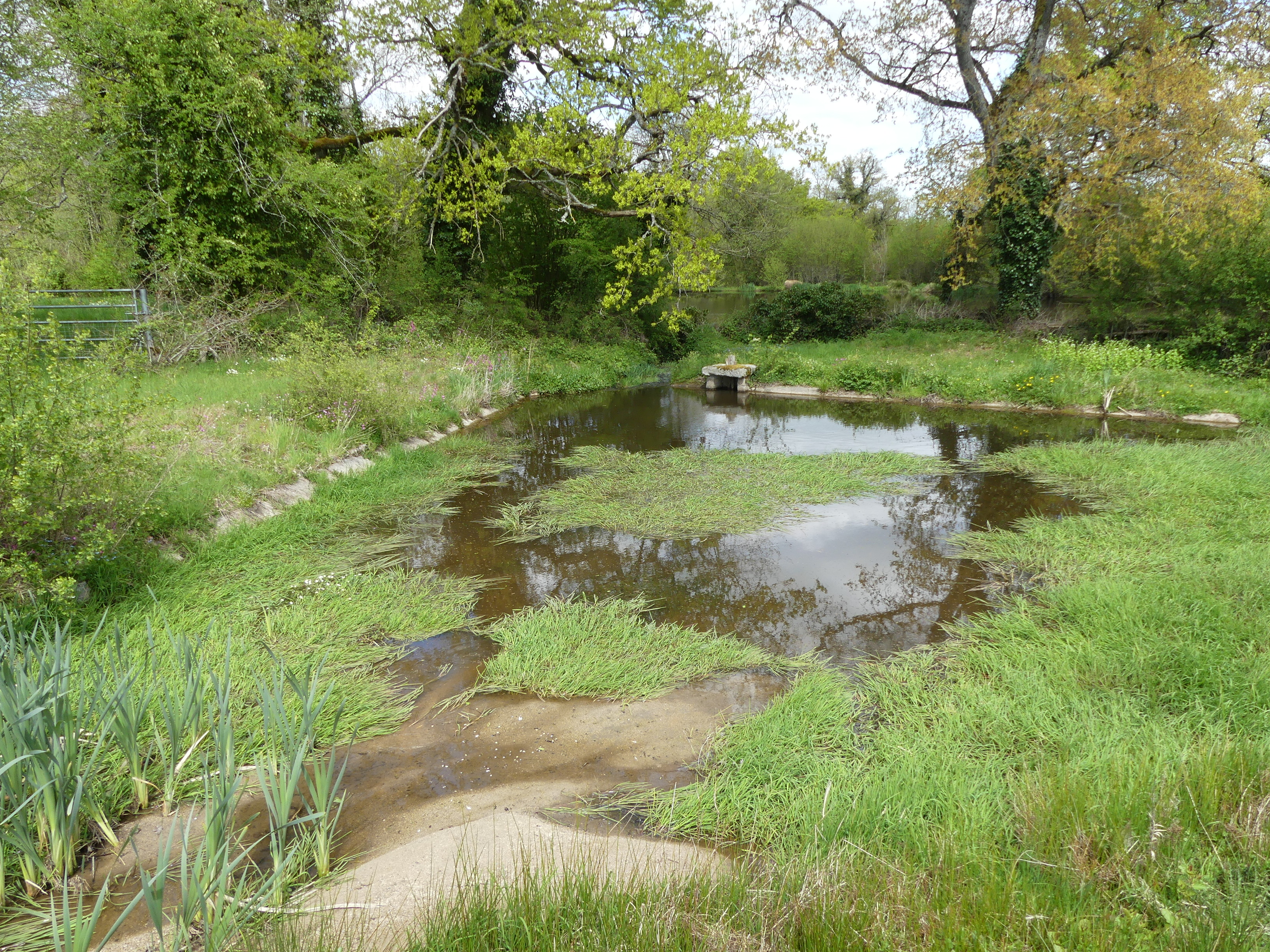
Le ruisseau de la Gâne à Saint-Chabrais, au lieu-dit Montberger.

Parmi les sept affluents répertoriés par le Sandre trois ruisseaux dépassent les trois kilomètres de longueur : le ruisseau de la Gâne 6,08 km, en rive gauche et deux ruisseaux sans nom longs de 4,27 km en rive droite et de 
3,92 km en rive gauche.
Trois de ses affluents ayant un affluent mais aucun sous-affluent, le nombre de Strahler de l'Étang Pinaud est donc de trois.

## Environnement

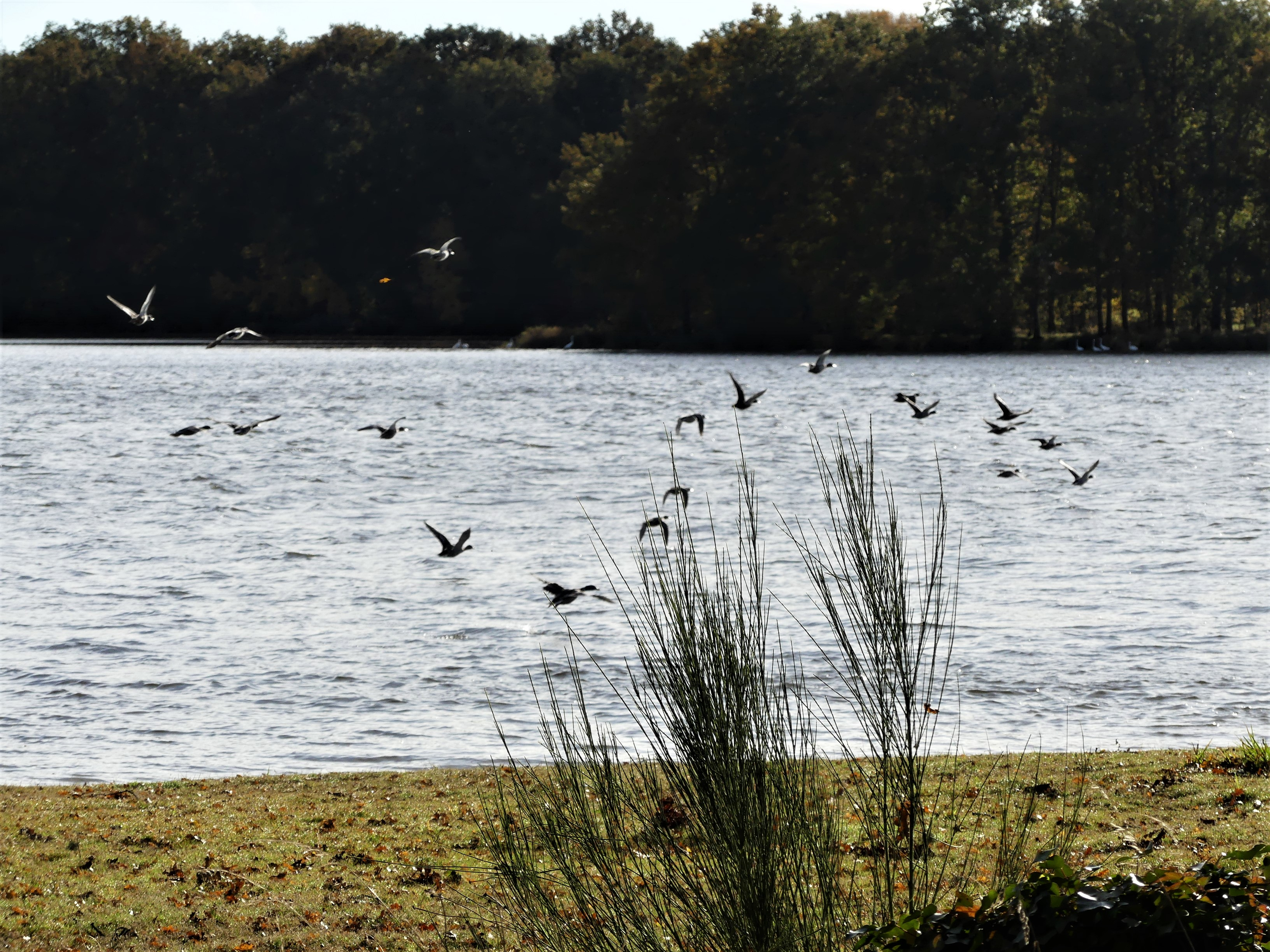
Vol de canards colverts sur l'étang de Pinaud.

Le site « Étang Pinaud » est une zone naturelle d'intérêt écologique, faunistique et floristique (ZNIEFF) de type I située principalement sur le territoire de Saint-Julien-le-Châtel, et très partiellement sur ceux de Pierrefitte et Saint-Chabrais ; il englobe l'étang de Pinaud proprement dit dans son intégralité et ses rives, ainsi que la vallée du ruisseau de Rebeyrette, sur les 600 mètres en amont de l’étang,,.
Bien que limitée à une superficie de moins d'un kilomètre carré, cette ZNIEFF présente une diversité biologique importante avec 63 espèces animales recensées (une libellule et 62 oiseaux), dont douze espèces déterminantes d'oiseaux, ainsi que 74 espèces végétales dont une déterminante.

## Photothèque

L'étang de Pinaud
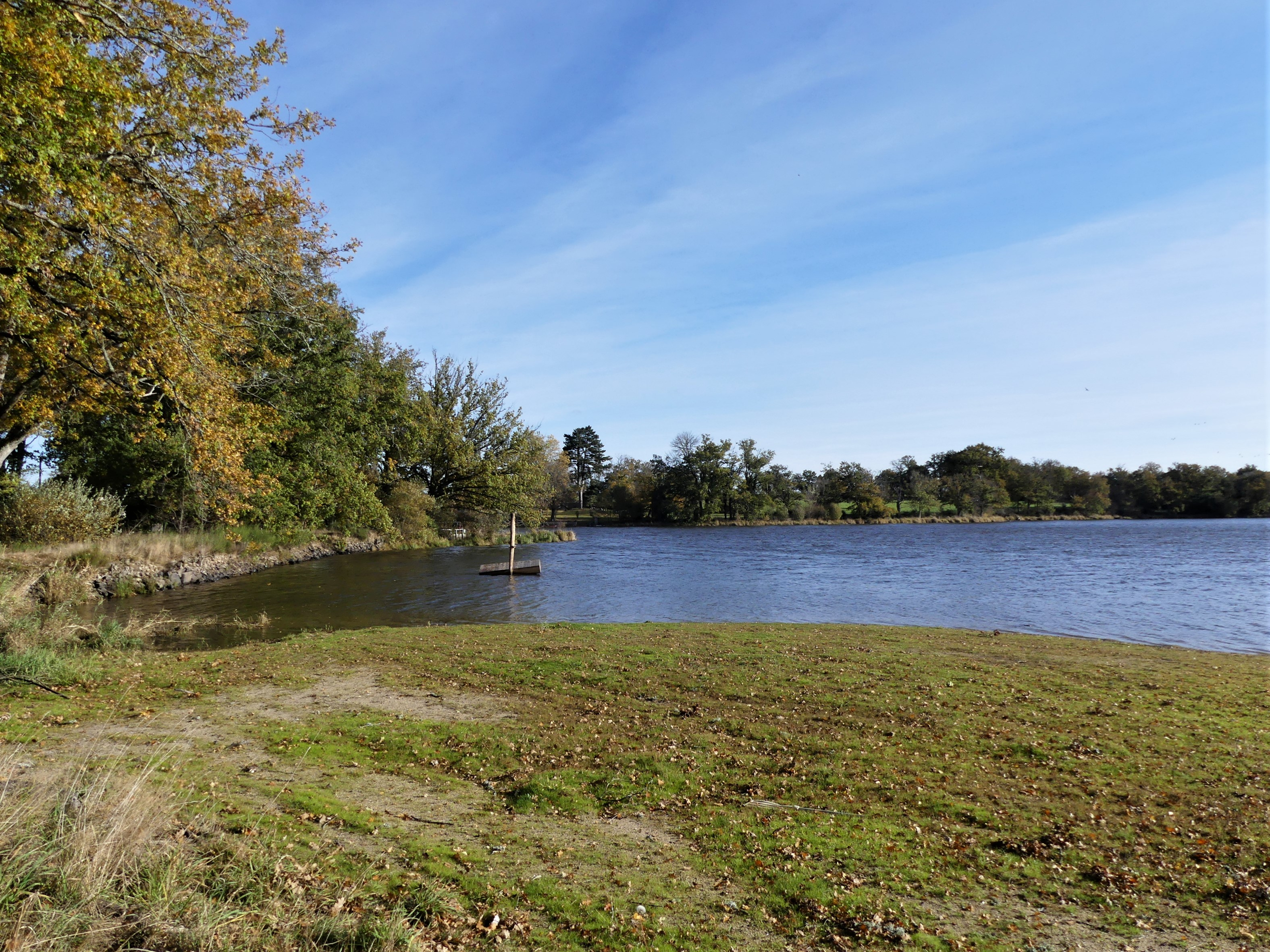
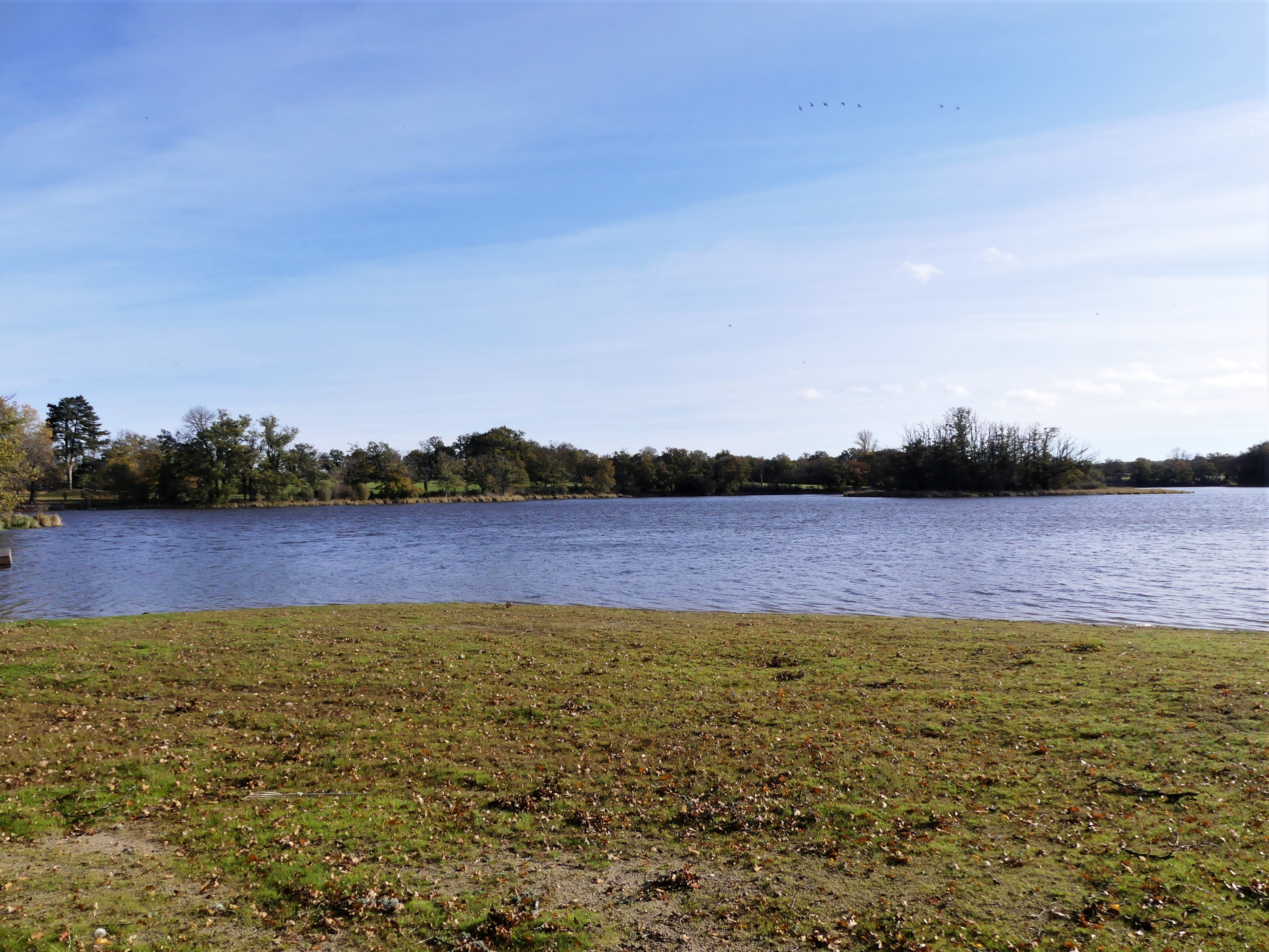
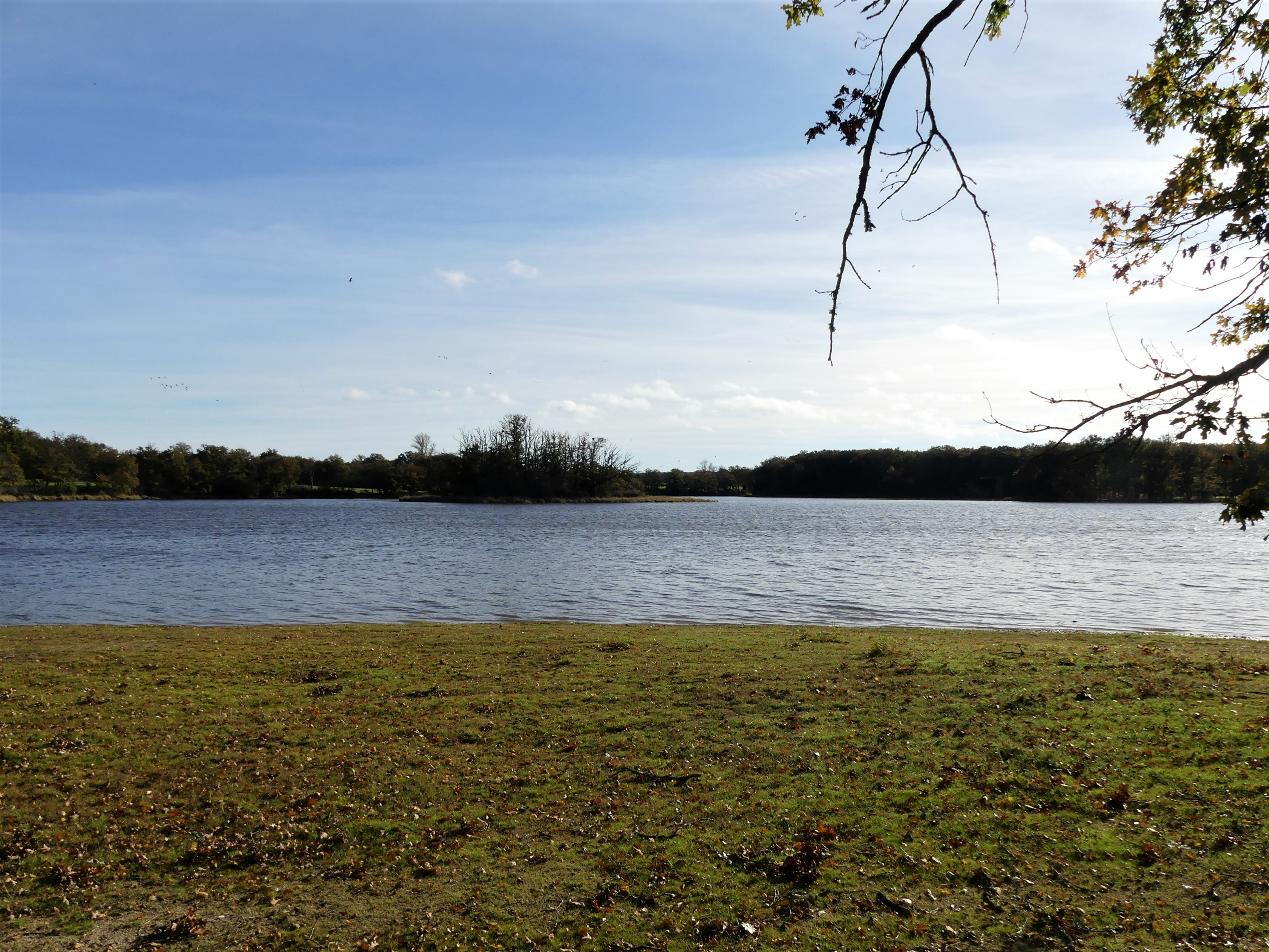